# Muara Enim (plaats)
Muara Enim is een bestuurslaag in het regentschap Muara Enim van de provincie Zuid-Sumatra, Indonesië. Muara Enim telt 9873 inwoners (volkstelling 2010).